# Christian Gotthelf Hübner
Christian Gotthelf Hübner, auch Christianus Gotthelf Hübnerus und Christian Gotthelf Huebner (* 15. März 1772 in Chemnitz; † 16. Mai 1808 in Jena), war ein deutscher Jurist und Hochschullehrer.

## Leben
Hübner studierte an der Universität Leipzig. Dort wurde er Magister der Philosophie und Baccalaureus der Rechtswissenschaft. Nach erlangter Doktorwürde lehrte er ab 1798 als außerordentlicher Professor der Jurisprudenz. 1804 folgte er mit dem Charakter eines herzoglich sachsen-weimarischen Hofrats einem Ruf der Universität Jena, wo er eine ordentliche Professur erhielt. Unter Leipziger Studenten war er wegen seiner originellen, praktischen Vorträge beliebt. Bei seiner Verabschiedung begleiteten sie ihn in einem Comitat bis Markranstädt.

## Schriften (Auswahl)
- Historiae legum Romanarum ad sepulturas pertinentium. Leipzig 1794 (Google Books).
- Über die Anwendbarkeit der Bergbaustrafe in Deutschland. Leipzig 1796 (Digitalisat).
- Meditationvm Et Observationvm Ivridicarvm Ad A. Persii Flacci Satiras Specimen. Leipzig 1797.
- De conditione difficili ultimis voluntatibus adscripta. Leipzig 1798.
- Observationes edicto viario aedilium curulium adspersae. Leipzig 1798.
- Principia Processus Inquisitorii. Leipzig 1799.
- Ueber Ehre, Ehrlosigkeit, Ehrenstrafen und Injurien. Ein Beytrag zur Berichtigung der positiven Rechtswissenschaft. Leipzig 1800 (Digitalisat).
- Berichtigungen und Zusätze zu den Institutionen des Römischen Rechts. Leipzig 1801 (Digitalisat).
- als Herausgeber: Bibliothek kleiner juristischer Schriften. Leipzig 1801.
- als Ko-Autor neben Christian Ehregott Repmann: Quaestionum iuris metallici Saxonici biga. Leipzig 1802.